# 니컬라 펠츠
니컬라 펠츠(Nicola Peltz, 1995년 1월 9일 ~ )는 미국의 배우이다. 2022년 데이비드 베컴의 첫째 아들 브루클린 베컴(1999년생)과 결혼했다.

## 출연 작품
- 아워 하우스 - 한나 역
- 백 로드
- 홀리데이트 - 펠리시티 역
- 트랜스포머: 사라진 시대